# 貝勒科特山
45°29′34″N 06°46′56″E / 45.49278°N 6.78222°E

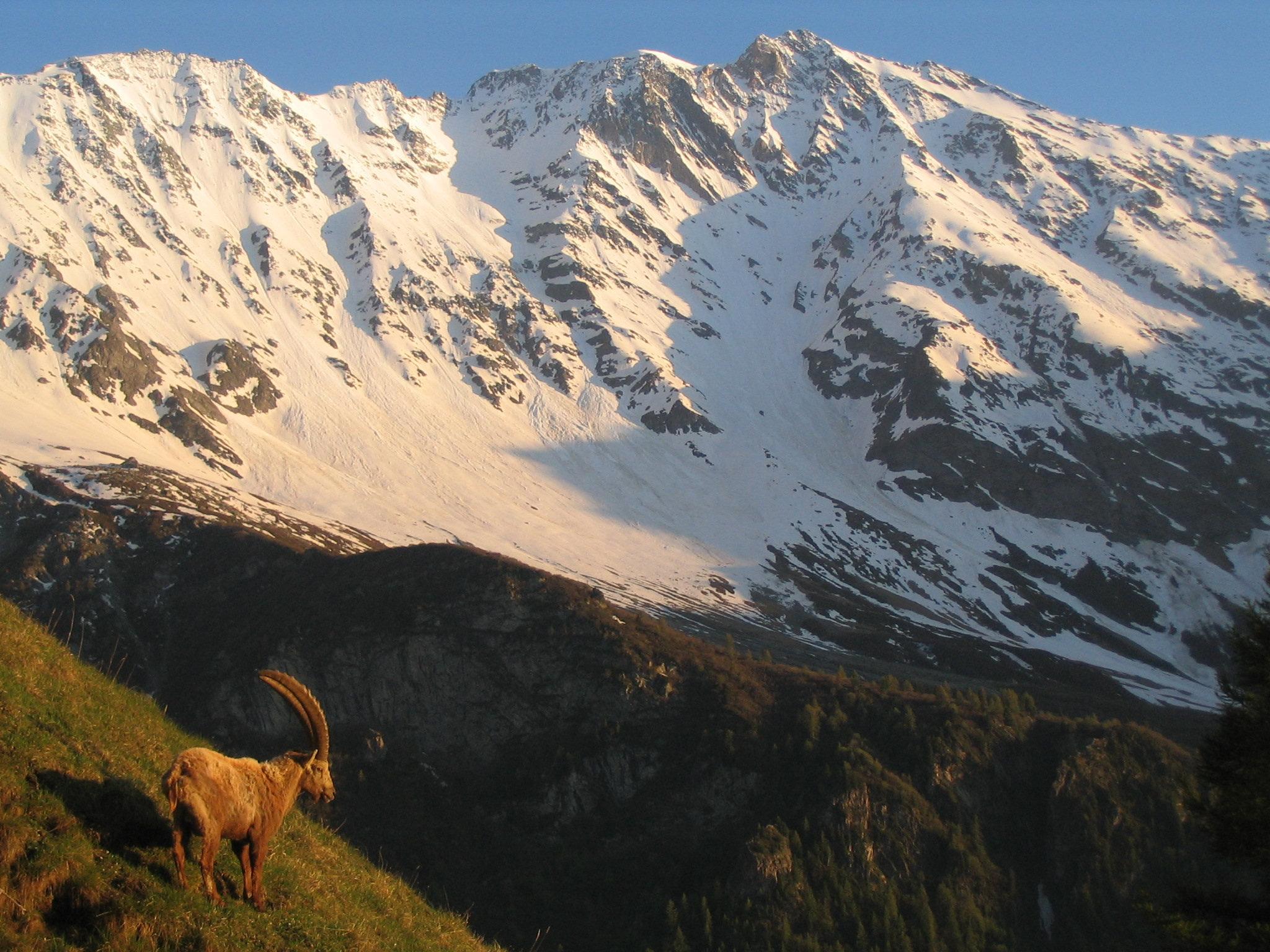

貝勒科特山（法語：Bellecôte），是法國的山峰，位於該國東南部，由奧文尼-隆-阿爾卑斯大區負責管轄，屬於格拉耶山的一部分，海拔高度3,417米，每年平均降雨量1,479毫米，人類在1866年9月12日首次登頂。